# Vaccin antivariolique MVA-BN
Le vaccin antivariolique MVA-BN est un vaccin antivariolique utilisé pour prévenir la variole, la variole du singe et la vaccine ,.

## Usage médical
Il est recommandé chez les personnes présentant un risque élevé de contracter ces maladies, y compris après une exposition ,. On estimait auparavant qu'il était efficace à plus de 85% contre la variole du singe. Il est administré par injection sous la peau en deux doses à 4 semaines d'intervalle.

## Effets secondaires
Les effets secondaires sont généralement légers: douleurs au site d'injection, des douleurs musculaires, des maux de tête, de la fatigue et des nausées, d'autres effets secondaires peuvent inclure l'anaphylaxie . Pour les personnes souffrant d'eczéma ou d'un système immunitaire affaibli, le MVA-BN est plus sûr que l'ACAM2000 . Il n'y a aucune preuve de préjudice pendant la grossesse, bien qu'une telle utilisation n'ait pas été bien étudiée. C'est un vaccin vivant, utilisant le virus de la vaccine, mais une version qui ne peut pas se dupliquer.

## Histoire
Le MVA-BN a été approuvé pour un usage médical au Canada et en Europe en 2013, et aux États-Unis en 2019. Il est vendu sous les marques Jynneos, Imvamune et Imvanex . En 2022, environ 16 millions de doses seront disponibles dans le monde, dont 14 millions aux États-Unis,. Dans les années 2000, une dose coûtait environ 29 USD au gouvernement . Bavarian Nordic détient le brevet; mais a reçu 2 milliards USD du gouvernement des États-Unis pour soutenir son développement.